# Hydrogonium mussoorianum
Hydrogonium mussoorianum är en bladmossart som beskrevs av Jitinder Nath Vohra 1966 [1967. Hydrogonium mussoorianum ingår i släktet Hydrogonium och familjen Pottiaceae. Inga underarter finns listade i Catalogue of Life.